# Mory-Montcrux
Mory-Montcrux est une commune française située dans le département de l'Oise en région Hauts-de-France.

## Géographie
| Chepoix      |               | La Hérelle |
|              | Mory-Montcrux |            |
| Ansauvillers |               | Gannes     |

### Hydrographie
La commune est située dans le bassin Artois-Picardie. Elle n'est drainée par aucun cours d'eau.

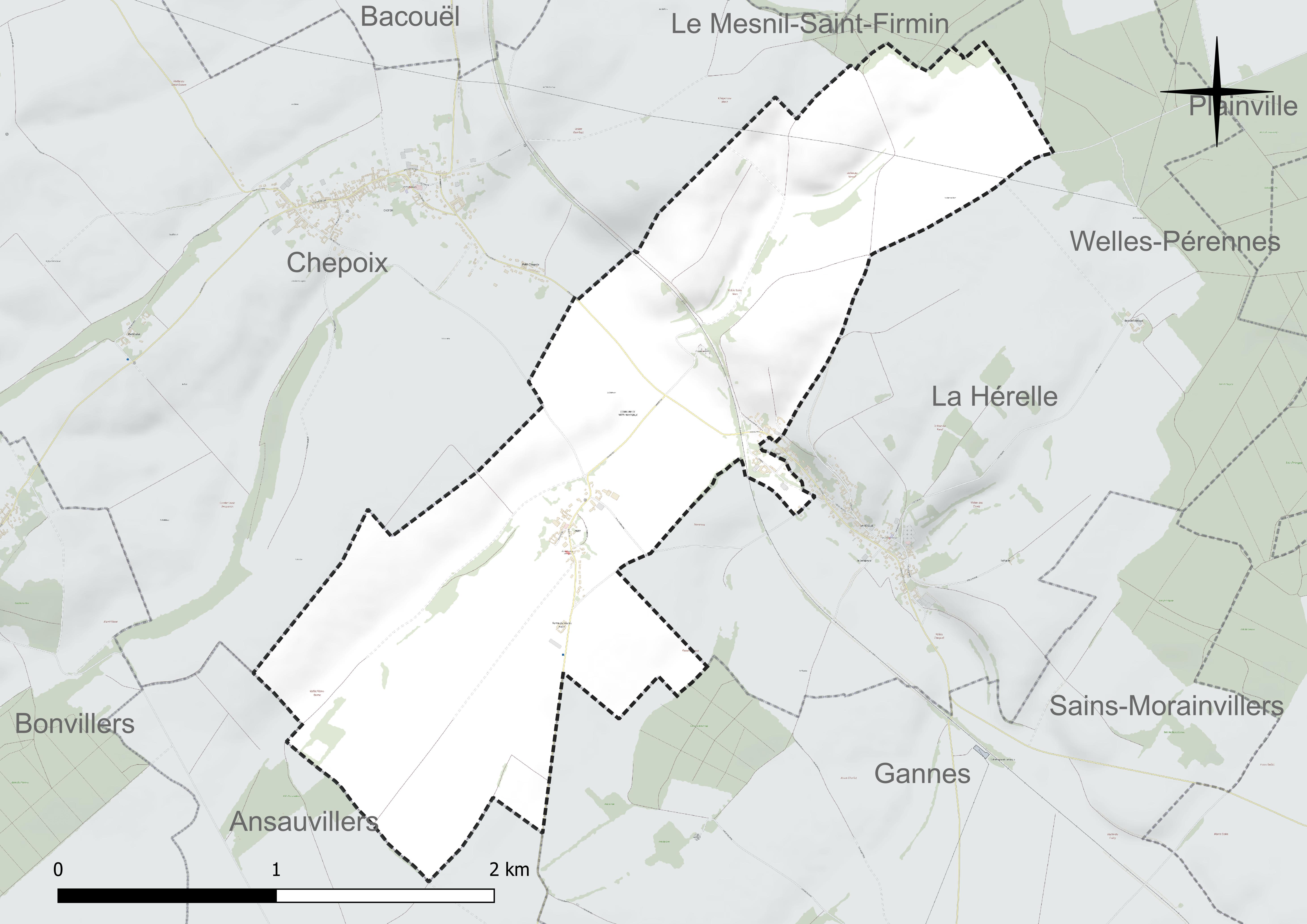
Réseau hydrographique de Mory-Montcrux.

### Climat
Pour des articles plus généraux, voir Climat des Hauts-de-France et Climat de l'Oise.
En 2010, le climat de la commune est de type climat océanique dégradé des plaines du Centre et du Nord, selon une étude du CNRS s'appuyant sur une série de données couvrant la période 1971-2000. En 2020, Météo-France publie une typologie des climats de la France métropolitaine dans laquelle la commune est exposée à un climat océanique et est dans la région climatique  Nord-est du bassin Parisien, caractérisée par un ensoleillement médiocre, une pluviométrie moyenne régulièrement répartie au cours de l'année et un hiver froid (3 °C). 
Pour la période 1971-2000, la température annuelle moyenne est de 10,3 °C, avec une amplitude thermique annuelle de 14,3 °C. Le cumul annuel moyen de précipitations est de 683 mm, avec 11,3 jours de précipitations en janvier et 8,1 jours en juillet. Pour la période 1991-2020, la température moyenne annuelle observée sur la station météorologique la plus proche, située sur la commune de Rouvroy-les-Merles à 7 km à vol d'oiseau, est de 10,7 °C et le cumul annuel moyen de précipitations est de 647,9 mm,. Pour l'avenir, les paramètres climatiques de la commune estimés pour 2050 selon différents scénarios d'émission de gaz à effet de serre sont consultables sur un site dédié publié par Météo-France en novembre 2022.

## Urbanisme

### Typologie
Au 1er janvier 2024, Mory-Montcrux est catégorisée commune rurale à habitat dispersé, selon la nouvelle grille communale de densité à sept niveaux définie par l'Insee en 2022.
Elle est située hors unité urbaine et hors attraction des villes,.

### Occupation des sols
L'occupation des sols de la commune, telle qu'elle ressort de la base de données européenne d'occupation biophysique des sols Corine Land Cover (CLC), est marquée par l'importance des territoires agricoles (97,4 % en 2018), une proportion identique à celle de 1990 (97,4 %). La répartition détaillée en 2018 est la suivante : 
terres arables (88,9 %), zones agricoles hétérogènes (8,5 %), zones urbanisées (1,4 %), forêts (1,3 %). L'évolution de l'occupation des sols de la commune et de ses infrastructures peut être observée sur les différentes représentations cartographiques du territoire : la carte de Cassini (XVIIIe siècle), la carte d'état-major (1820-1866) et les cartes ou photos aériennes de l'IGN pour la période actuelle (1950 à aujourd'hui).

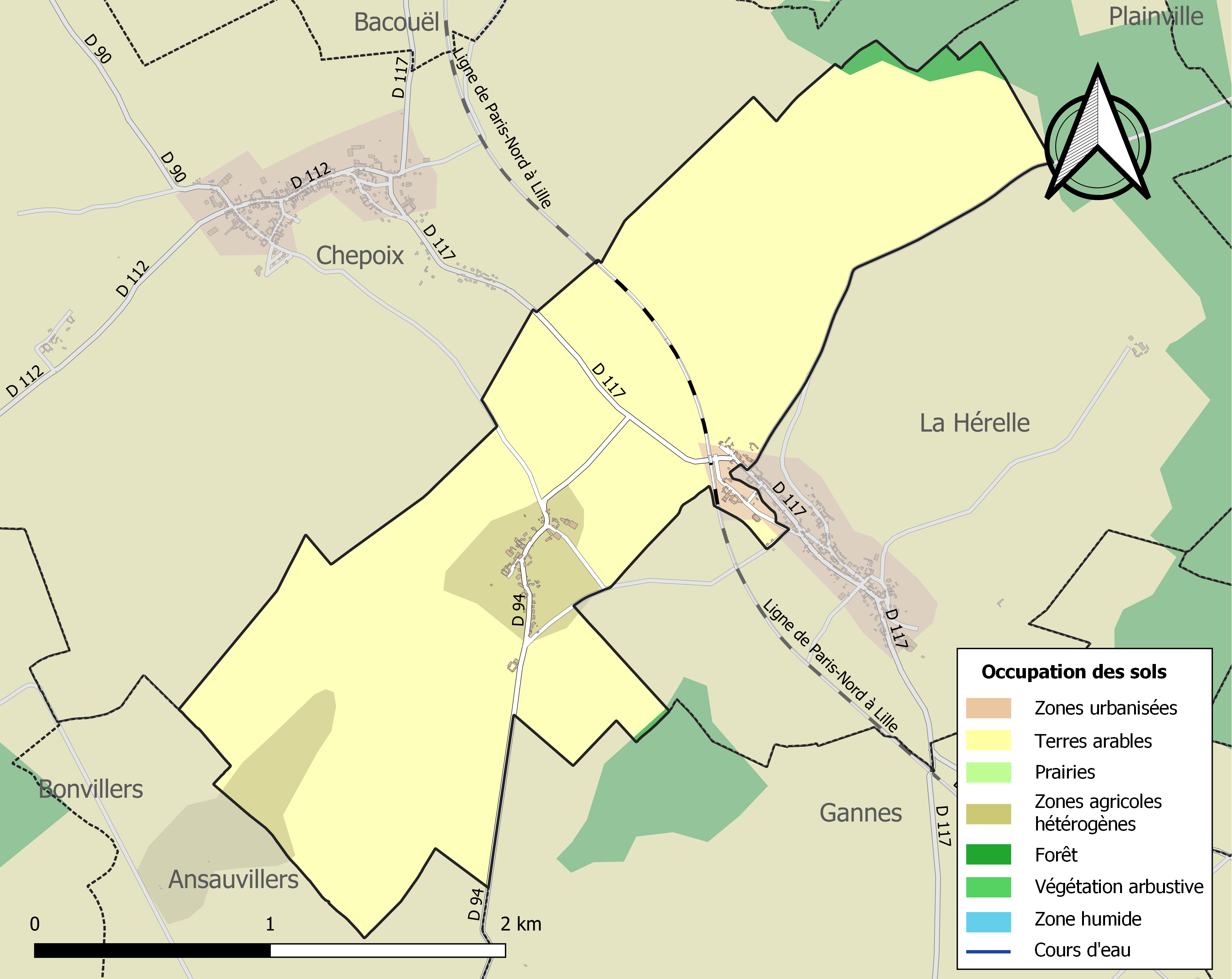
Carte des infrastructures et de l'occupation des sols de la commune en 2018 (CLC).

### Voies de communication et transports
La commune est desservie, en 2023, par les lignes 619, 624, 6122 et 6304 du réseau interurbain de l'Oise.

## Toponymie
Le nom de la localité est attesté sous les formes Mori (1179) ; Moiri (1189) ; Moiry (1189) ; Moriacus (1190) ; Moyri (1225) ; Moyrie (1226) ; Pierres de Moyri (1281) ; de Mori (1289) ; Moirux (vers 1575) ; Mory (vers 1575) ; Maury (1580) ; Moyry (XVIe) ; Mauril (1667) ; Mory Mocreux (1720) ; Mory-Maucrux (XIXe) ; Mory-Maucreux (XIXe) ; Mory-Montcrux (1928).

Montcrux est le nom d'un ancien hameau attesté sous les formes Maucrux (1520) ; le fief de Mocreux (XVIe) ; le Mocreux (1580) ; le Maucreux (1580) ; Maucreux (XVIIe) ; Mont Crux (vers 1750) ; Montcrux (XIXe).

Montcrux est une variante de Maucreux (littéralement « mauvais creux, la mauvaise fosse »), qui laisse percer facilement sa proche parenté avec « Maupertuis » (« mauvais trou »), que motive l'humidité du site.

## Politique et administration

### Rattachements administratifs et électoraux
La commune se trouve dans l'arrondissement de Clermont du département de l'Oise. Pour l'élection des députés, elle fait partie de la première circonscription de l'Oise.
Elle faisait partie depuis 1801 du canton de Breteuil. Dans le cadre du redécoupage cantonal de 2014 en France, la commune rejoint le canton de Saint-Just-en-Chaussée.

### Intercommunalité
La commune faisait partie de la communauté de communes des Vallées de la Brèche et de la Noye créée fin 1992.
Dans le cadre des dispositions de la loi portant nouvelle organisation territoriale de la République (Loi NOTRe) du 7 août 2015, qui prévoit que les établissements publics de coopération intercommunale (EPCI) à fiscalité propre doivent avoir un minimum de 15 000 habitants, le préfet de l'Oise a publié en octobre 2015 un projet de nouveau schéma départemental de coopération intercommunale, qui prévoit la fusion de plusieurs intercommunalités, et notamment celle de Crèvecœur-le-Grand (CCC) et celle des Vallées de la Brèche et de la Noye (CCVBN), soit une intercommunalité de 61 communes pour une population totale de 27 196 habitants.
Après avis favorable de la majorité des conseils communautaires et municipaux concernés, cette intercommunalité dénommée communauté de communes de l'Oise picarde et dont la commune est désormais membre, est créée au 1er janvier 2017.

### Liste des maires
| Période                                  | Période                      | Identité        | Étiquette | Qualité                         |
| ---------------------------------------- | ---------------------------- | --------------- | --------- | ------------------------------- |
| Les données manquantes sont à compléter. |                              |                 |           |                                 |
| mars 2001                                |                              | Michel Maillard |           |                                 |
|                                          | En cours (au 5 octobre 2016) | Renée Gérard    |           | Réélue pour le mandat 2014-2020 |

## Population et société

### Démographie

#### Évolution démographique
L'évolution du nombre d'habitants est connue à travers les recensements de la population effectués dans la commune depuis 1793. Pour les communes de moins de 10 000 habitants, une enquête de recensement portant sur toute la population est réalisée tous les cinq ans, les populations de référence des années intermédiaires étant quant à elles estimées par interpolation ou extrapolation. Pour la commune, le premier recensement exhaustif entrant dans le cadre du nouveau dispositif a été réalisé en 2007.

En 2022, la commune comptait 80 habitants, en évolution de −9,09 % par rapport à 2016 (Oise : +0,87 %, France hors Mayotte : +2,11 %).
| 1793 | 1800 | 1806 | 1821 | 1836 | 1841 | 1846 | 1851 | 1856 |
| ---- | ---- | ---- | ---- | ---- | ---- | ---- | ---- | ---- |
| 205  | 166  | 188  | 198  | 218  | 222  | 227  | 197  | 193  |

| 1861 | 1866 | 1872 | 1876 | 1881 | 1886 | 1891 | 1896 | 1901 |
| ---- | ---- | ---- | ---- | ---- | ---- | ---- | ---- | ---- |
| 184  | 162  | 154  | 141  | 140  | 142  | 135  | 136  | 105  |

| 1906 | 1911 | 1921 | 1926 | 1931 | 1936 | 1946 | 1954 | 1962 |
| ---- | ---- | ---- | ---- | ---- | ---- | ---- | ---- | ---- |
| 100  | 96   | 96   | 86   | 90   | 94   | 87   | 79   | 74   |

| 1968 | 1975 | 1982 | 1990 | 1999 | 2006 | 2007 | 2012 | 2017 |
| ---- | ---- | ---- | ---- | ---- | ---- | ---- | ---- | ---- |
| 53   | 57   | 60   | 71   | 108  | 97   | 95   | 104  | 83   |

| 2022 | - | - | - | - | - | - | - | - |
| ---- | - | - | - | - | - | - | - | - |
| 80   | - | - | - | - | - | - | - | - |

#### Pyramide des âges
La population de la commune est relativement jeune.
En 2018, le taux de personnes d'un âge inférieur à 30 ans s'élève à 35,0 %, soit en dessous de la moyenne départementale (37,3 %). À l'inverse, le taux de personnes d'âge supérieur à 60 ans est de 24,1 % la même année, alors qu'il est de 22,8 % au niveau départemental.
En 2018, la commune comptait 43 hommes pour 36 femmes, soit un taux de 54,43 % d'hommes, largement supérieur au taux départemental (48,89 %).
Les pyramides des âges de la commune et du département s'établissent comme suit.
| Hommes | Classe d’âge | Femmes |
| ------ | ------------ | ------ |
| 0,0    | 90 ou +      | 0,0    |
| 4,4    | 75-89 ans    | 5,3    |
| 22,2   | 60-74 ans    | 15,8   |
| 17,8   | 45-59 ans    | 21,1   |
| 26,7   | 30-44 ans    | 15,8   |
| 8,9    | 15-29 ans    | 23,7   |
| 20,0   | 0-14 ans     | 18,4   |

| Hommes | Classe d’âge | Femmes |
| ------ | ------------ | ------ |
| 0,5    | 90 ou +      | 1,4    |
| 5,5    | 75-89 ans    | 7,6    |
| 15,6   | 60-74 ans    | 16,3   |
| 20,8   | 45-59 ans    | 20     |
| 19,4   | 30-44 ans    | 19,4   |
| 17,6   | 15-29 ans    | 16,2   |
| 20,6   | 0-14 ans     | 19,1   |

## Culture locale et patrimoine

### Lieux et monuments
- Église Saint-Marc[27]. Il s'agit, dans sa forme actuelle, d'un édifice du XVIe siècle (nef et clocher) puis modifié et agrandi au XIXe siècle par l'architecte Chappe, qui y a ajouté une nef en brique. Elle fait l'objet de campagnes de sauvegarde en vue de sa restauration[28],[29].
- Chapelle Notre-Dame, dans le cimetière communal, fondée en 1405.
- Calvaire, à l'angle de la Grande Rue et de la rue de la Hérelle.
- Calvaire, sur la route du cimetière.
- Entrée d'un souterrain-refuge ou d'un fort au lieu-dit La Motte près de l'église signalée par Eugène Woillez et que A. Blanchet décrit comme « des allées garnies de cellules »[30].

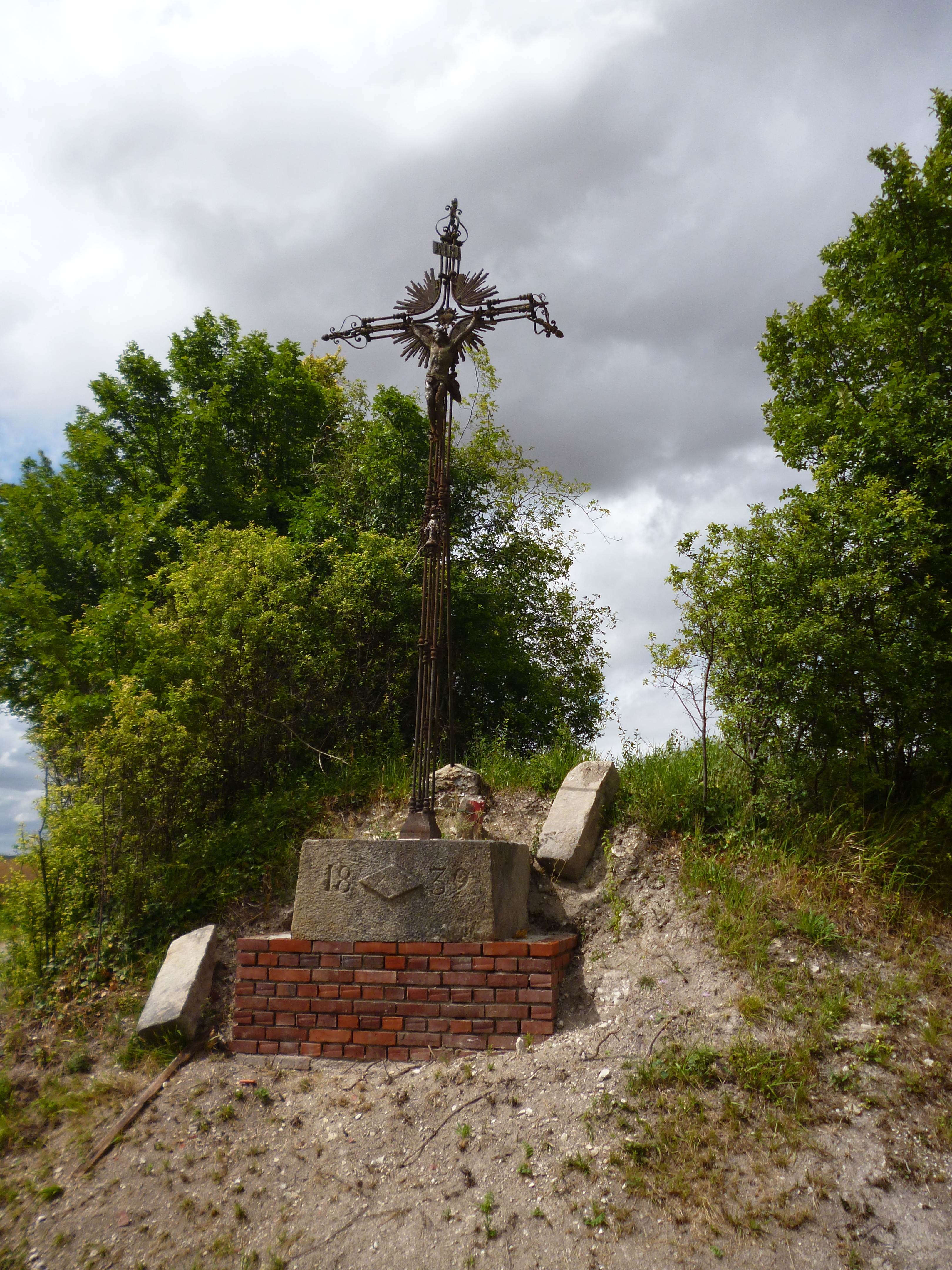
Un calvaire situé à proximité de la chapelle Saint-Marc.
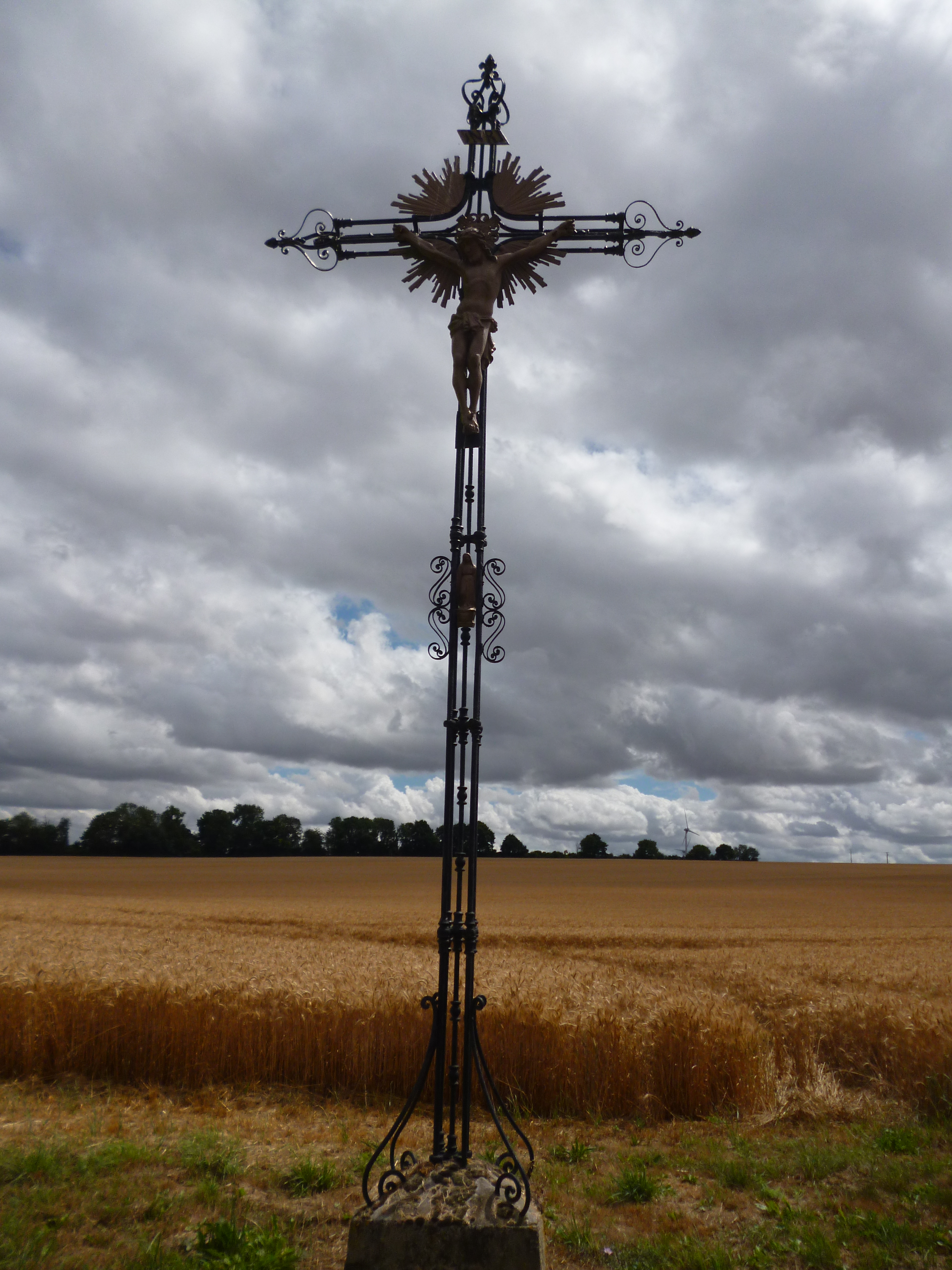
Un calvaire situé à l'intersection de la D 94 et de la D 117.
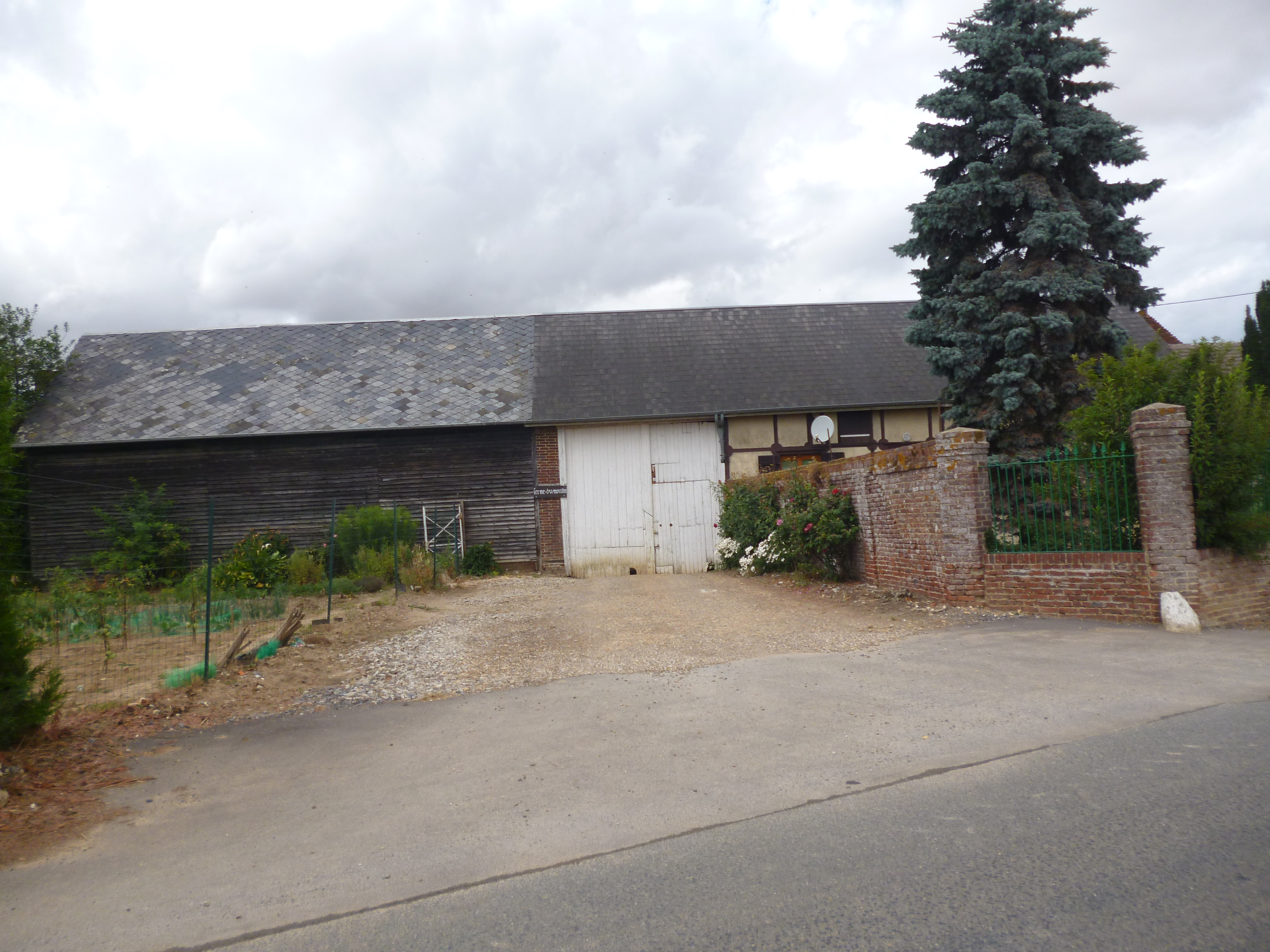
Ferme dite du Moulin Rayer, à l'entrée de Mory sur la D 94.
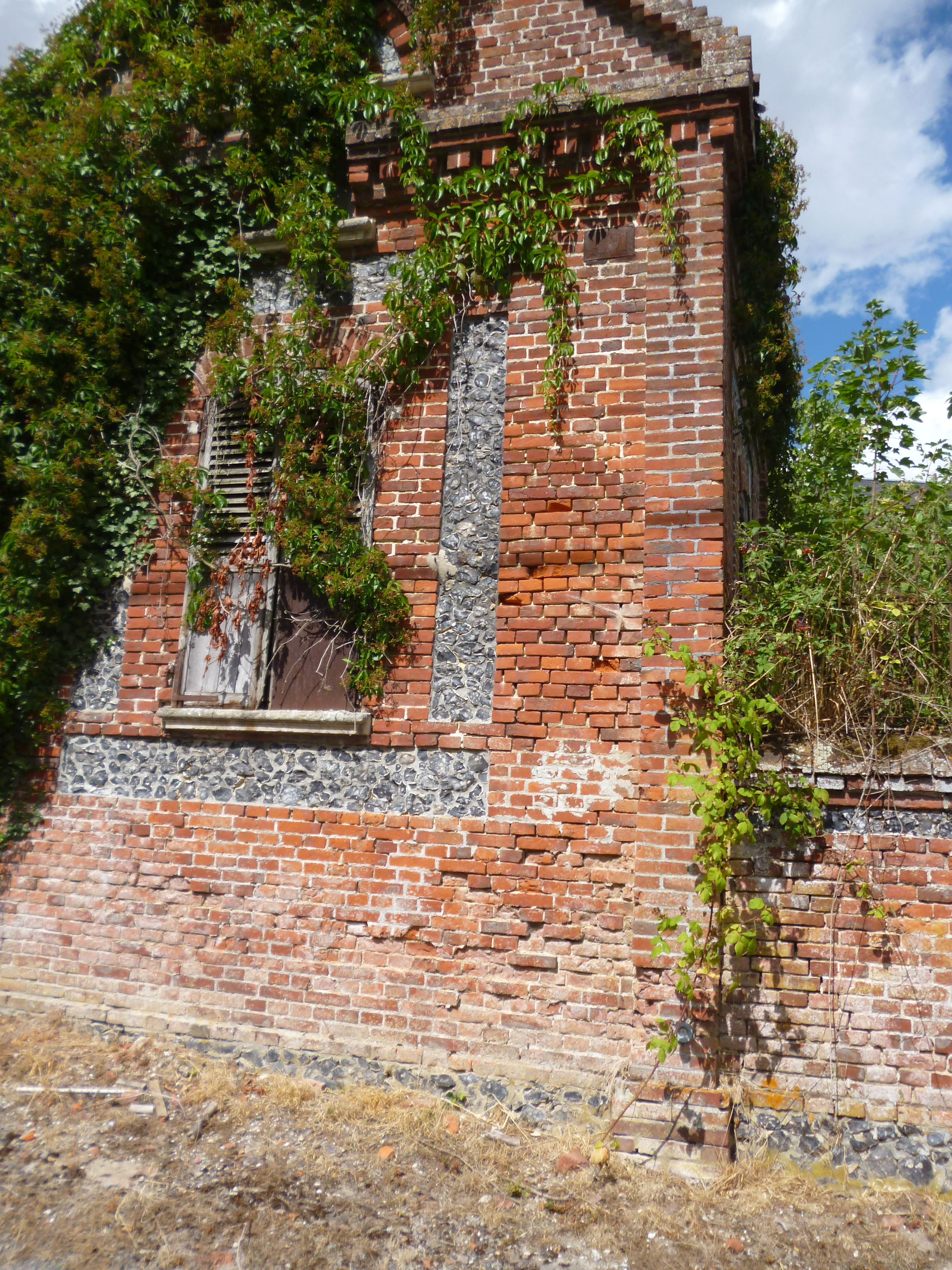
Maison abandonnée dans le hameau de Montcrux, avec un repère de nivellement.
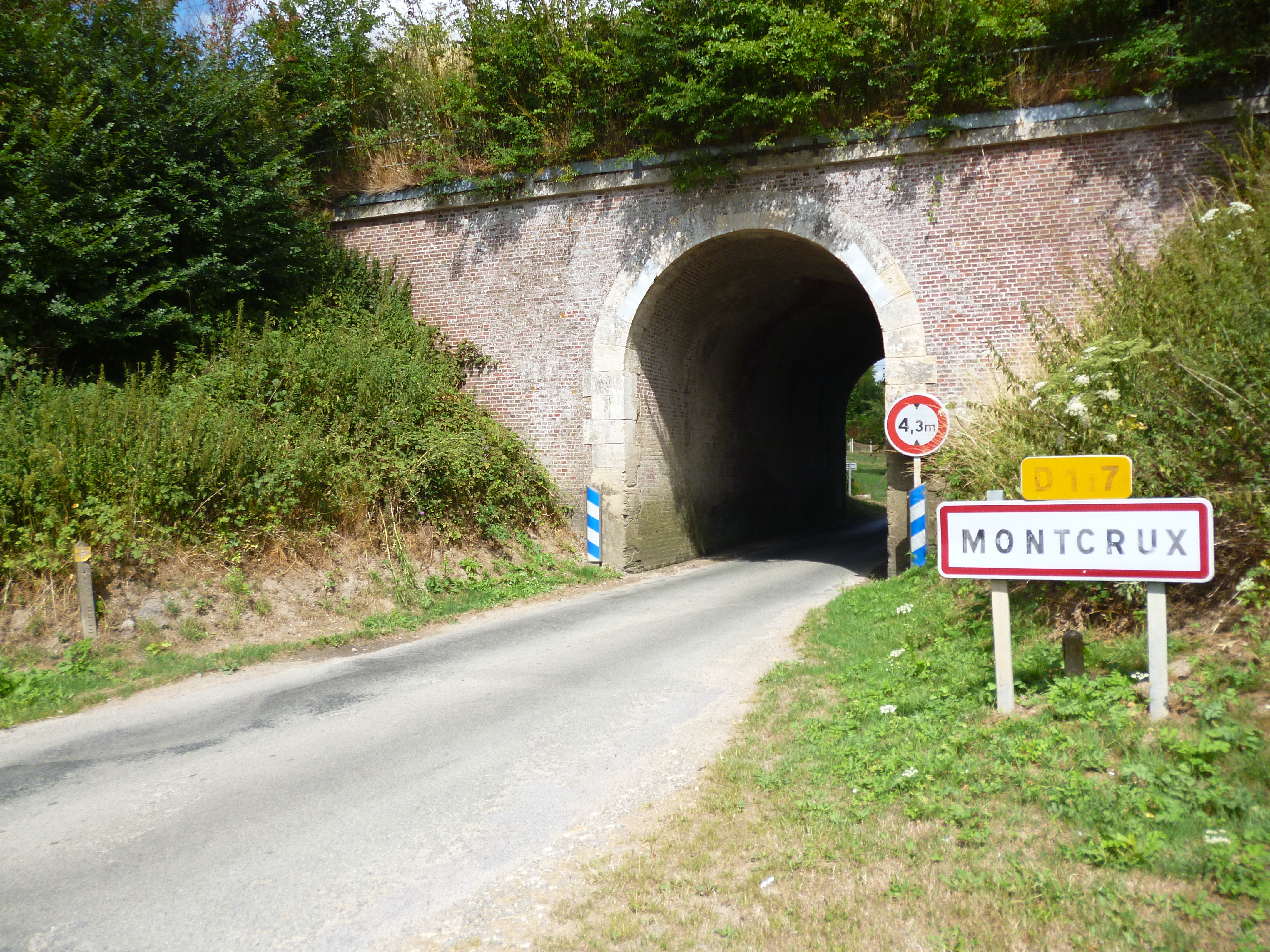
Pont de la ligne de chemin de fer sur la D 117, à l'entrée du hameau de Montcrux.
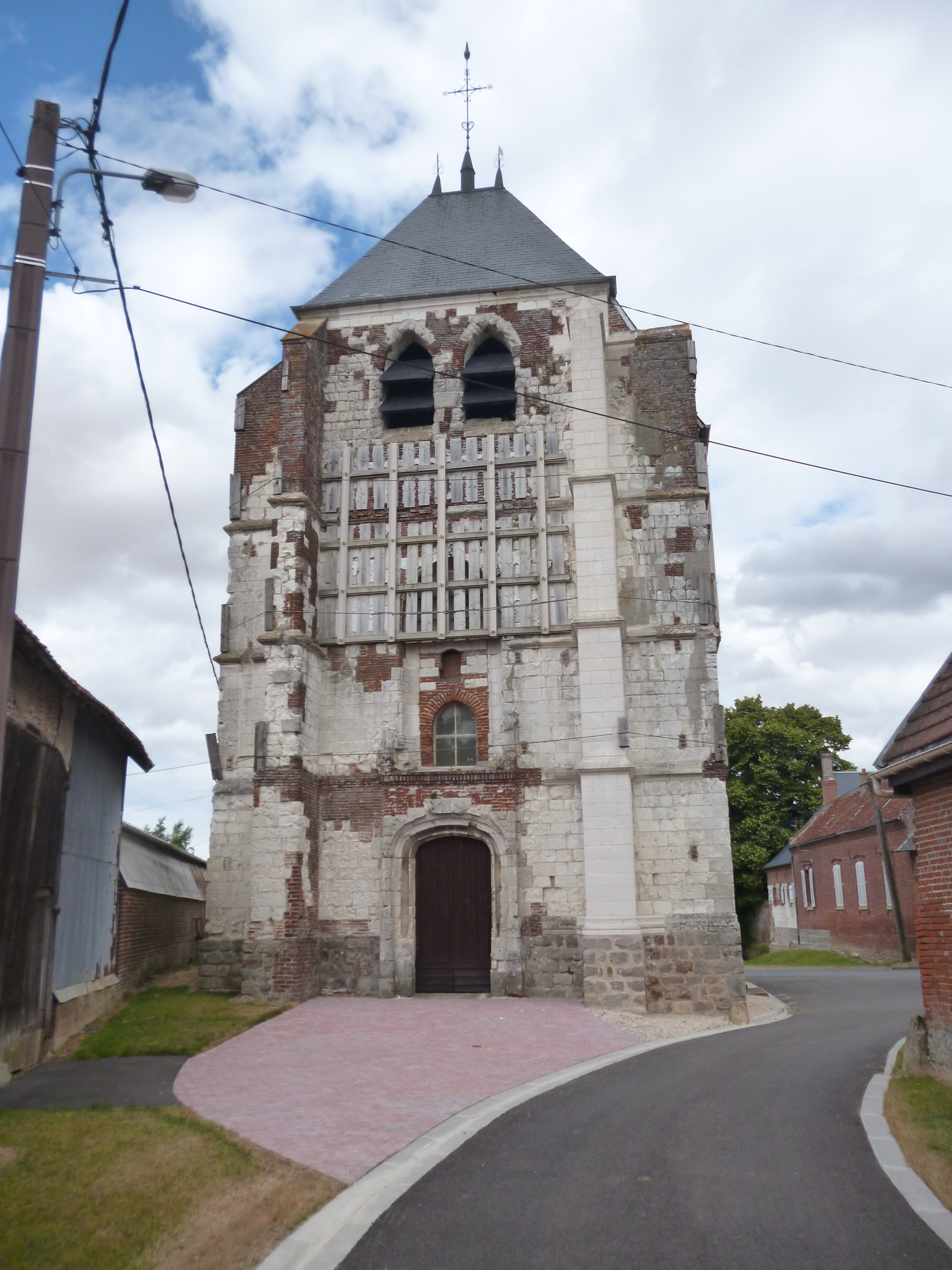
L'église Saint-Marc.
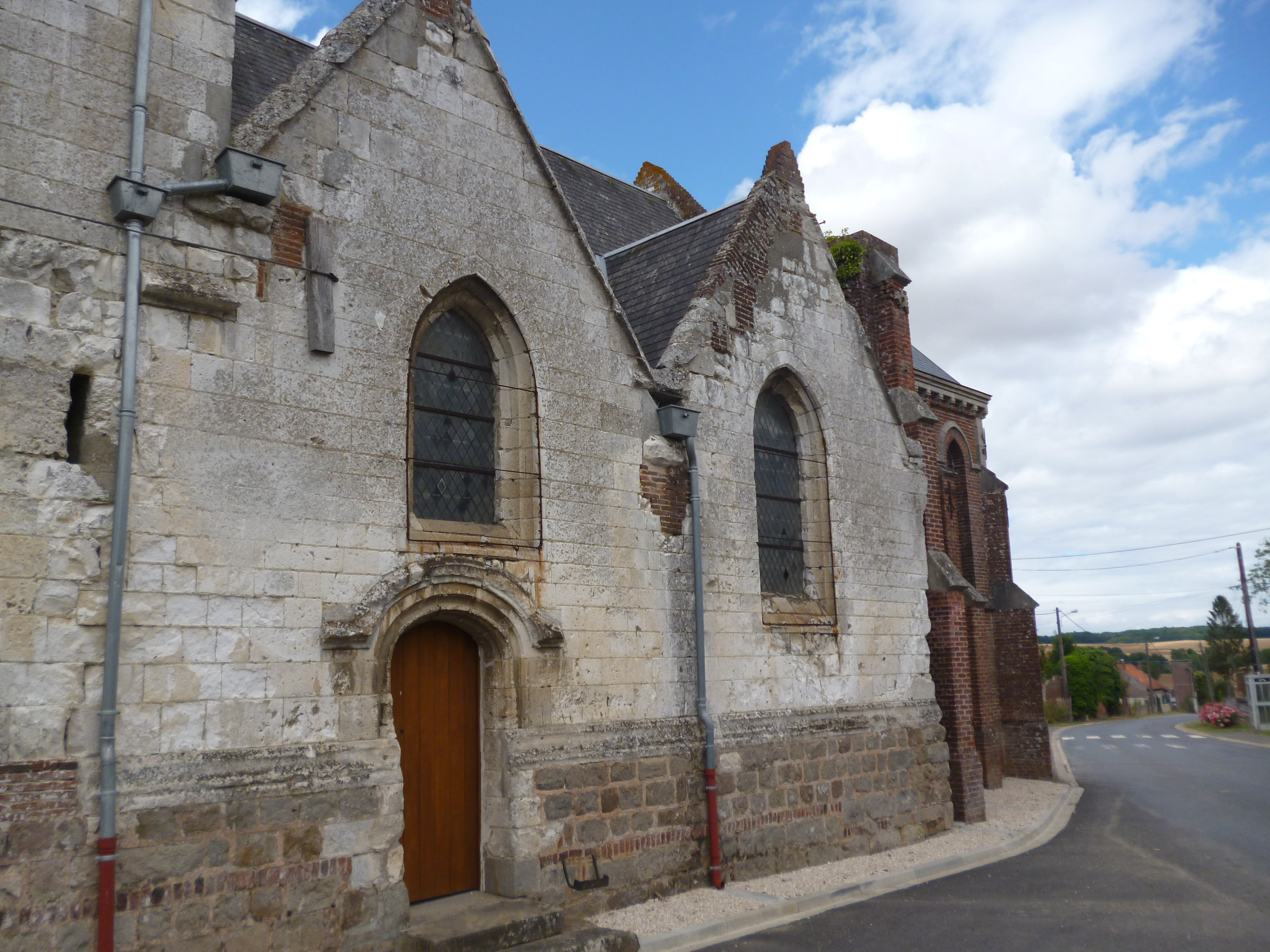
L'église Saint-Marc.
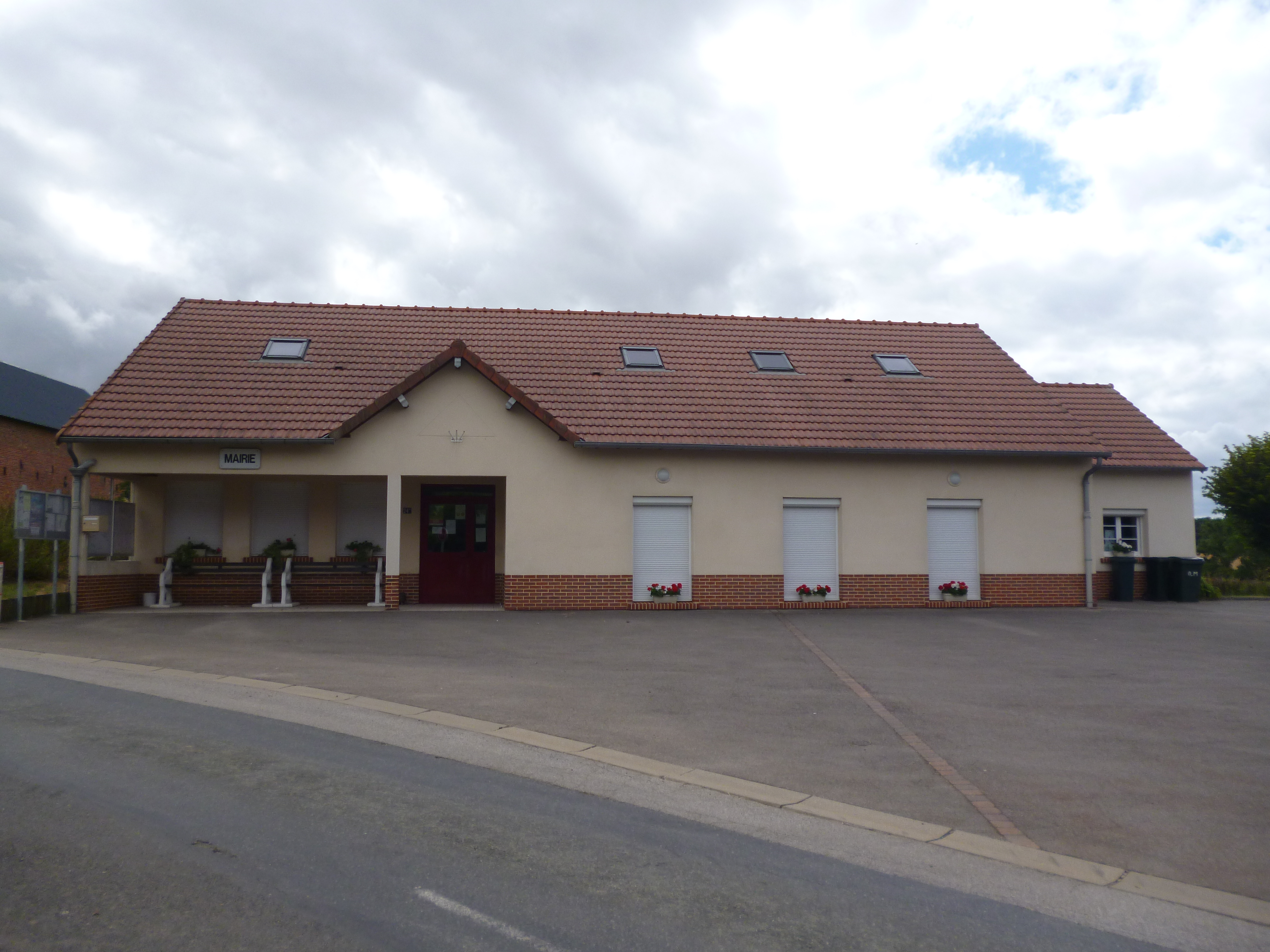
La mairie.
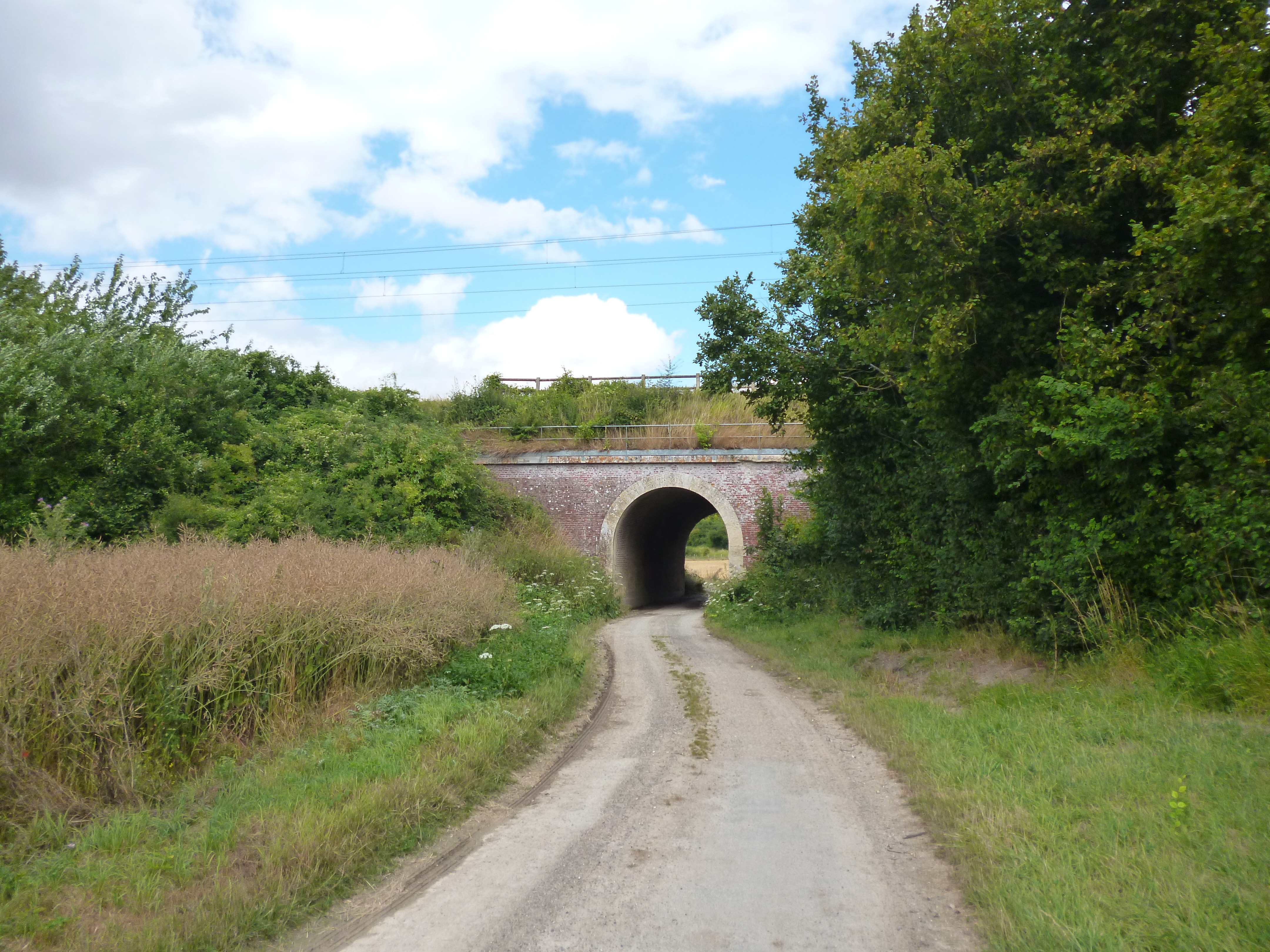
Pont SNCF situé au niveau de la vallée Saint-Marc.
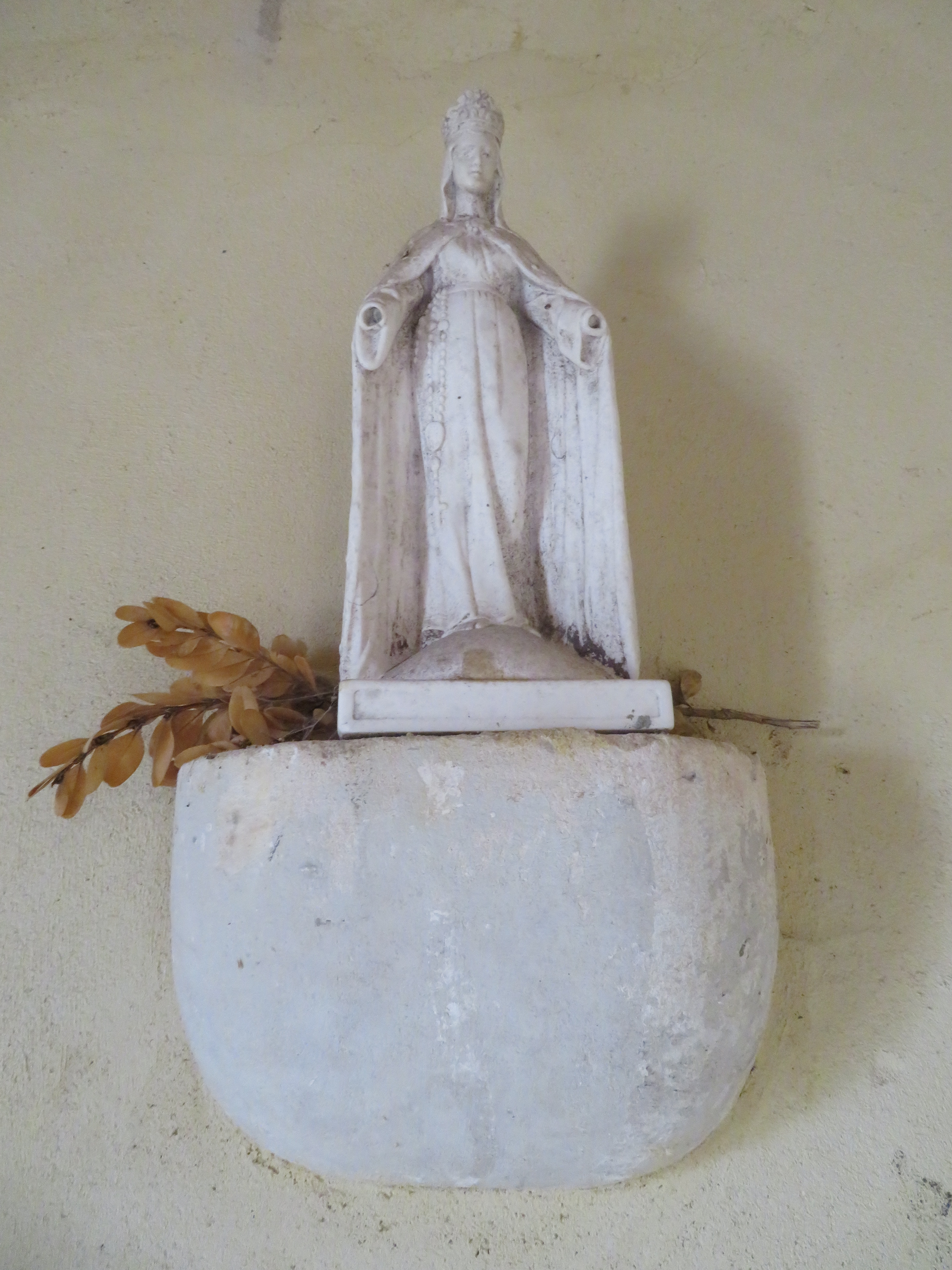
Intérieur de la chapelle du cimetière.

### Personnalités liées à la commune
Le S/Sgt Eugène A. Colburn, aviateur militaire américain de la Seconde Guerre mondiale dont le bombardier a été abattu par la DCA allemande le 24 février 1944 à Grattepanche, a été caché pendant trois semaines par deux familles du village, les Brochard et les Maillard.

### Mory-Montcrux dans les arts
L'écrivaine Laure Fardoulis a fixé l'intrigue de son récit Gothic - Les Amants de Mory dans le village de Mory-Montcrux.